# Therobia minuta
Therobia minuta là một loài ruồi trong họ Tachinidae.